# Эдинбург (аэропорт)
Аэропорт Эдинбурга (англ. Edinburgh Airport, гэльск. Port-adhair Eadar-nàiseanta Dùn Èideann) — международный аэропорт в Эдинбурге, Шотландия. Восьмой по величине аэропорт Великобритании. Расположен в 13 км от центра города. Владелец — британская компания BAA, которой также принадлежат аэропорты Хитроу, Гэтвик и другие.
Современное здание терминала было построено в 1977 году по проекту шотландского архитектора Роберта Мэттью. Новая диспетчерская башня была построена в 2005 году.
Планы развития аэропорта предполагают увеличение пассажирооборота до 20 млн к 2030 году.

## История
Аэродром Турнхаус был самой северной британской базой ПВО в Первой мировой войне. Маленькая база была создана в 1915 году, и использовалось для базирования эскадрильи 603, которая состояла из лёгких бомбардировщиков Airco DH.9, Westland Wapiti, Hawker Hart и Hawker Hind. Все самолёты взлетали с травы. В 1918 году были сформированы Королевские ВВС, и аэродром получил название RAF Turnhouse, находился в ведении Министерства обороны.
После начала Второй мировой войны на аэродроме стали базироваться истребители, и была построена взлётно-посадочная полоса для того, чтобы на нём могли садиться Vickers Supermarine Spitfire.
После окончания войны аэродром оставался под управлением военных, однако к концу 1940-х годов начались первые коммерческие рейсы. В 1947 году British European Airways открыли воздушное сообщение между Эдинбургом и Лондоном на Vickers VC.1 Viking, а затем на более современных Viscount и Vanguard.

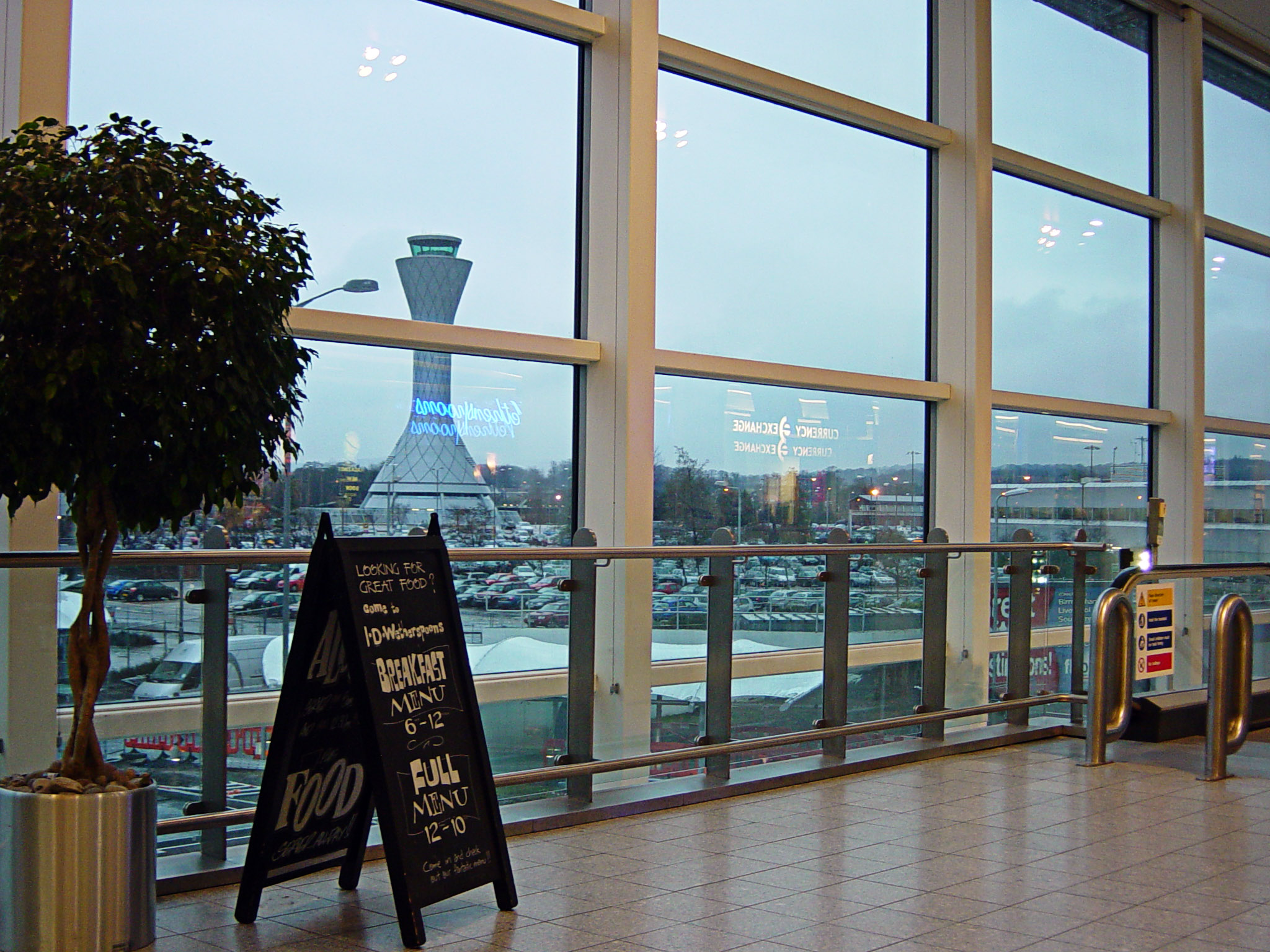
Вид на башню контрольно-диспетчерского пункта из здания терминала

В 1952 году взлётно-посадочная полоса была увеличена для приёма De Havilland Vampire. В 1956 году был построен новый пассажирский терминал, через пять лет он был увеличен. Министерство обороны передало аэродром в собственность Министерства авиации в 1960 году, чтобы улучшить коммерческое обслуживание в аэропорту. В 1971 году аэропорт перешёл под контроль British Airports Authority, после чего началось его расширение, были построены новые взлетно-посадочная полоса и терминал.
Хотя взлетно-посадочная полоса 13/31 (сегодня 12/30) была достаточна для обслуживания аэропорта, её направление было крайне неудобно в связи с частыми сильными встречными ветрами, поэтому основной трафик движения был переведён на новую взлетно-посадочную полосу (07/25, сегодня 06/24). Эта взлетно-посадочная полоса, построенная в 1977 году, длиной 2557 м, могла принимать любые современные воздушные лайнеры. Новый терминал для обслуживания дополнительного пассажиропотока был построен рядом со взлетно-посадочной полосой. Старый терминал и ангары были перестроены в грузовой центр.
В 1980-х годах международные рейсы из Эдинбурга существовали только в Амстердам и Дублин, но в последующие годы были открыты рейсы во Францию и Германию. К концу десятилетия была приватизирована BAA, и её фонды были использованы для расширения здания терминала и создания стояночного перрона.

## Планы развития
Существуют планы расширения Эдинбургского аэропорта, включая строительство новой взлетно-посадочной полосы, хотя она вряд ли будет необходима в ближайшие 20 лет. BAA в мастер-плане развития аэропорта предусмотрела продление взлетно-посадочной полосы 06/24, которое позволило бы обслуживать большие дальнемагистральные самолёты.
В Эдинбургский Аэропорт можно попасть по трассам M9 и M90. В 2003 году объявили о планах строительства железнодорожной ветки к аэропорту Эдинбурга, однако в июле 2007 года этот проект был отменён. Строительство ветки трамвая в аэропорт завершено и пассажиры могут добраться до центра города за 25-35 минут по цене £8 за билет, но если пройти пешком одну остановку то цена будет уже £2. Трамваи ходят каждые  7 минут. Существует и прекрасно функционирует автобусное сообщение с городским центром Эдинбурга,где каждый 20 минут отправляются автобусы экспрессы как в Эдинтбург, так в Глазго и другие близлжежащие города.
Существует также проект строительства ещё одной дороги, которая позволит разгрузить существующие подъездные пути. Кроме того, местные власти требуют от администрации Шотландии разрешить строительство прямой дороги, которая свяжет аэропорт с шоссе M8.
Увеличение терминала началось в сентябре 2006 года. Добавится шесть гейтов на новом пирсе к северо-востоку от старого здания. В долгосрочной перспективе BAA видит к 2030 году Эдинбургский Аэропорт самым загруженным в Шотландии, с пассажирооборотом 26 млн пассажиров в год.
В июле 2007 году BAA объявила о увеличении зала ожидания с добавлением нескольких залов, магазинов и ресторанов для увеличения пассажирооборота. Также планируется продление юго-восточного пирса с увеличением количества гейтов, которые смогут принимать большие лайнеры. BAA также планирует капитальный ремонт взлётно-посадочной полосы. Все мероприятия обойдутся BAA в 1 млрд фунтов стерлингов инвестиций в течение ближайших 20 лет.

## Авиакомпании и направления
- Aer Arann — Голуэй, Корк
- Aer Lingus — Дублин
- Air France — Париж
- Air Transat — Торонто
- BA Connect — Гамбург

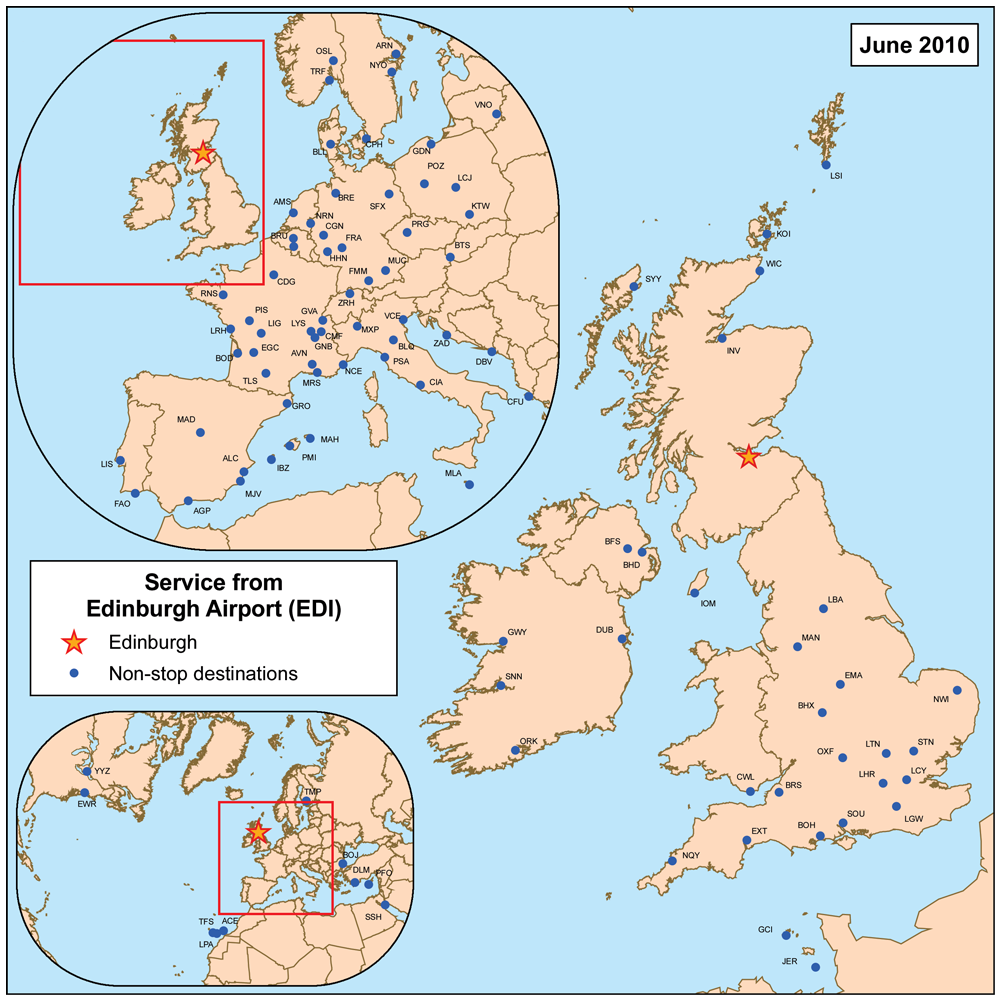
Аэропорты, у которых есть прямое авиасообщение с Эдинбургом

- bmibaby — Бирмингем, Кардифф, Ноттингем
- British Airways — Бирмингем, Бристоль, Инвернесс, Керкуолл, Леруик, Лондон, Манчестер, Париж, Саутгемптон, Уик
- Delta Air Lines — Атланта
- easyJet — Аликанте, Амстердам, Белфаст, Бристоль, Дортмунд, Женева, Лондон, Мадрид, Милан, Мюнхен, Пальма (город) Париж
- Emirates - Дубай
- Eurocypria Airlines (Ларнака, Пафос)
- Finnair — Хельсинки
- Flybe — Белфаст, Бирмингем, Джерси, Норидж, Саутгемптон, Эксетер
- Flyglobespan — Аликанте, Барселона, Женева, Ивиса, Маон, Малага, Мурсия, Ницца, Пальма (город), Пула, Рим, Фару
- Germanwings — Бонн, Кёльн
- Jet2.com — Милан, Мурсия, Пиза, Прага
- Karthago Airlines (Монастир)
- KLM Royal Dutch Airlines и KLM Cityhopper — Амстердам
- Lufthansa — Франкфурт
- Norwegian Air Shuttle — Осло
- Ryanair — Дублин
- Turkish airlines - Стамбул
- Scandinavian Airlines System — Стокгольм
- Sterling European Airlines — Копенгаген, Стокгольм
- ScotAirways — Лондон
- Widerøe — Берген

### Грузовые авиакомпании
- Atlantic Airlines
- DHL
- Jet2.com
- Titan Airways
- UPS

## Катастрофы
27 февраля 2001 года Shorts 360 (G-BNMT) авиакомпании Loganair с грузом почты, вылетающий в Белфаст, разбился недалеко от Ферт-оф-Форт сразу после взлёта в 17:30 GMT. Оба члена экипажа погибли, пассажиров на борту не было. Причиной катастрофы стала слякоть, образовавшаяся в двигателях перед катастрофой. Защитные колпаки не были надеты на двигатели, в то время как самолёт несколько часов стоял в аэропорту Эдинбурга в условиях сильного снегопада.